# Midila latipennis
Midila latipennis là một loài bướm đêm trong họ Crambidae.